# Daniel von Czepko

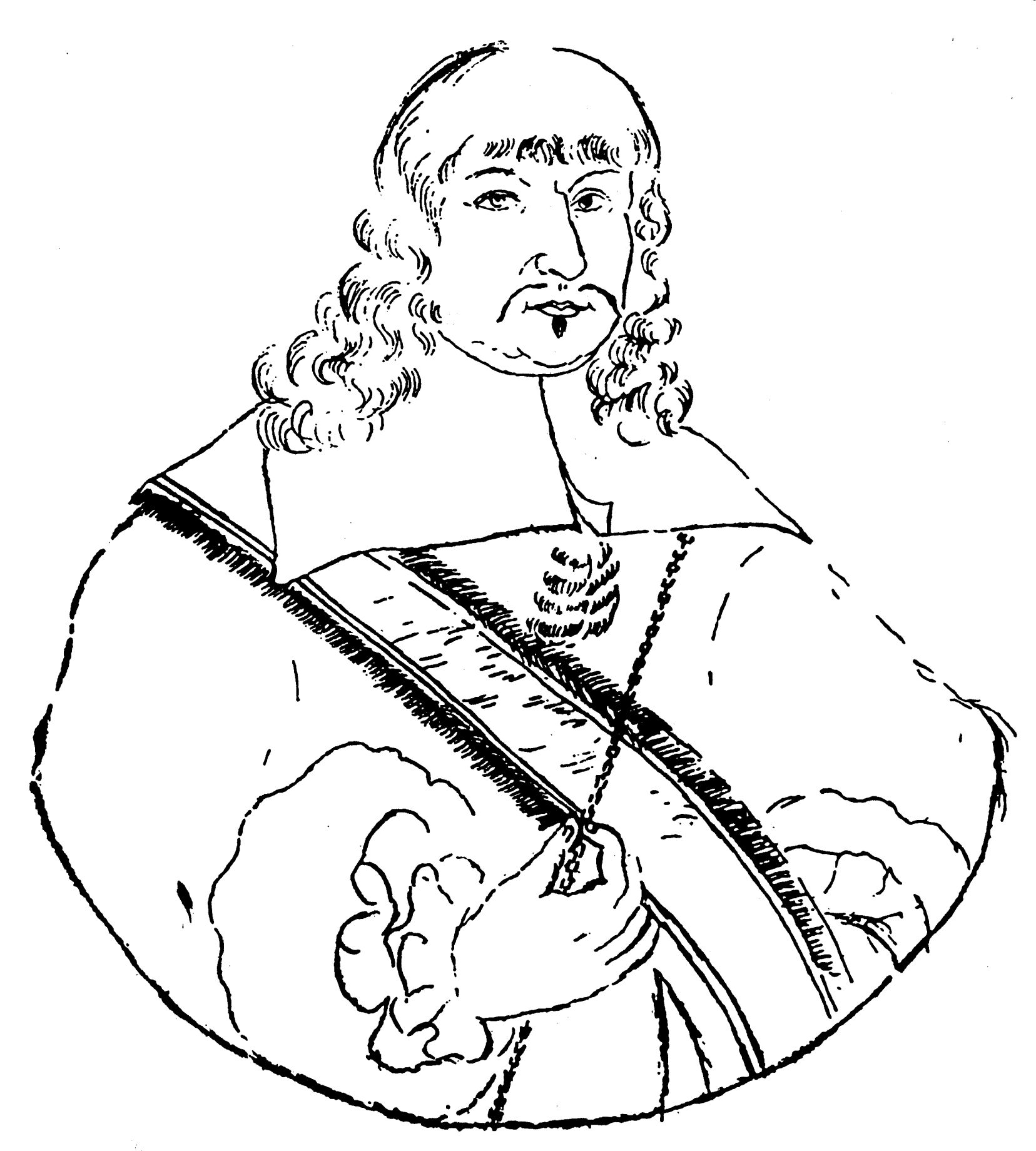
Daniel Czepko von Reigersfeld, Federzeichnung aus der Handschrift R. 3100 der Stadtbibliothek Breslau

Daniel Czepko von Reigersfeld, kurz auch Daniel (von) Czepko (* 23. September 1605 in Koischwitz, Herzogtum Liegnitz; † 8. September 1660 in Wohlau, Herzogtum Wohlau), war ein deutscher Dichter und Dramatiker.

## Leben
Daniel von Czepko, Sohn eines lutherischen Pastors, besuchte bis 1623 die Lateinschule in Schweidnitz und studierte dann Medizin und Jura, zuerst an der Universität Leipzig, später an der Universität Straßburg, wo er Beziehungen zu Matthias Bernegger aufnahm. Danach stand er im Dienst des Markgrafen von Baden und war Jurist am Kammergericht in Speyer. 1629 musste er wegen der Protestantenverfolgung sein Landgut in Schweidnitz verlassen und lebte als Hauslehrer beim Freiherrn Johann Georg Czigan auf dessen Gut Dobroslawitz im Herzogtum Cosel. Dank seiner Vermählung mit einer wohlhabenden Schweidnitzerin konnte er 1636 nach Schweidnitz zurückkehren. 1656 wurde er geadelt. Im selben Jahr starb seine Ehefrau. Von 1656 bis zu seinem Tod 1660 war er herzoglicher Rat des Herzogs Christian, der seit 1653 auf dem Schloss Ohlau residierte.
Czepkos wichtigste Werke sind das 9222 Verse umfassende ländlich-idyllische Lehrgedicht „Corydon und Phyllis“, das er als sein Hauptwerk ansah, sowie die Sinngedichtsammlung „Sexcenta Monodisticha Sapientium“, die als Vorläufer des „Cherubinischen Wandermanns“ von Angelus Silesius gilt. In dieser zwischen 1640 und 1647 entstandenen Epigrammsammlung gibt Czepko seine unter dem Einfluss des Paracelsus und der Mystik Meister Eckharts und Jakob Böhmes stehenden religiösen und naturphilosophischen Ansichten wieder. Aus diesem Grunde fielen die meisten von Czepkos Schriften der Zensur anheim und verblieben zu seinen Lebzeiten ungedruckt.

## Werke (Auswahl)
- Daniel von Czepko: Sieben-Gestirne Königlicher Busse/ das ist/ Die Sieben Buß-Psalmen/ Des Königes und Propheten Davids. Tschorn, Brieg 1671.  Digitalisat und Volltext im Deutschen Textarchiv
- Daniel von Czepko: Triumph Bogen : welche Jhr Röm: Kayserl: auch zu Hungarn vnd Böhaimb Königl: Maytt: Ferdinand dem Dritten/ allzeit Mehrern der Reiche/ dem Fromen vnd Gerechten Fürsten vnd Vater der Deutschen Lande/ vnter dem Schutz vnd Schirm deß Wolgebornen Herren/ Herren Georg Ludwigen/ Herren von Stahremberg [et]c. aus Vnterthänigster Andacht vnd gehorsambster Demuth/ Zu Glückseligem Eintritt deß M. DC. XLI. Jahres setzet vnd heiliget. Baumann u. Jacob, Breslau 1641. Digitalisat und Volltext im Deutschen Textarchiv

### Werkausgabe
- Daniel Czepko: Sämtliche Werke. Unter Mitarbeit von Ulrich Seelbach hrsg. von Hans-Gert Roloff und Marian Szyrocki. 6 Bände. De Gruyter, Berlin und New York 1980–1998.